# Eucinetomorphus leprieuri
Eucinetomorphus leprieuri là một loài bọ cánh cứng trong họ Melandryidae. Loài này được Perris miêu tả khoa học năm 1875.